# 2010-es Honda Indy 200
A 2010-es Honda Indy 200 volt a 2010-es Izod IndyCar Series szezon tizenkettedik futama. A versenyt 2010. augusztus 8-án rendezték meg az Ohioi Lexington-ban található Mid-Ohio Sports Car Course pályán. A versenyt az Versus közvetítette.

## Rajtfelállás
| Rajtsor | Belső ív | Belső ív          | Külső ív | Külső ív            |
| ------- | -------- | ----------------- | -------- | ------------------- |
| 1       | 12       | Will Power        | 10       | Dario Franchitti    |
| 2       | 5        | Szató Takuma      | 37       | Ryan Hunter-Reay    |
| 3       | 9        | Scott Dixon       | 3        | Hélio Castroneves   |
| 4       | 6        | Ryan Briscoe      | 8        | E.J. Viso           |
| 5       | 26       | Marco Andretti    | 78       | Simona De Silvestro |
| 6       | 22       | Justin Wilson     | 06       | Hideki Mutoh        |
| 7       | 4        | Dan Wheldon       | 77       | Alex Tagliani       |
| 8       | 36       | Bertrand Baguette | 32       | Mario Moraes        |
| 9       | 27       | Adam Carroll      | 24       | J. R. Hildebrand    |
| 10      | 2        | Raphael Matos     | 11       | Tony Kanaan         |
| 11      | 19       | Alex Lloyd        | 7        | Danica Patrick      |
| 12      | 34       | Francesco Dracone | 14       | Vitor Meira         |
| 13      | 02       | Graham Rahal      | 66       | Jay Howard          |
| 14      | 18       | Milka Duno        |          |                     |

### Verseny
| Pozíció | #  | Pilóta                  | Csapat                                    | Futott kör | Idő/Kiesés oka | Rajthely | Élen töltött körök száma | Pont |
| ------- | -- | ----------------------- | ----------------------------------------- | ---------- | -------------- | -------- | ------------------------ | ---- |
| 1.      | 10 | Dario Franchitti        | Chip Ganassi Racing                       | 85         | 1:54:32.2568   | 2        | 29                       | 50   |
| 2.      | 12 | Will Power              | Team Penske                               | 85         | +0.5234        | 1        | 25                       | 41   |
| 3.      | 3  | Hélio Castroneves       | Team Penske                               | 85         | +4.0883        | 6        | 0                        | 35   |
| 4.      | 77 | Alex Tagliani           | FAZZT Race Team                           | 85         | +5.6423        | 14       | 30                       | 34   |
| 5.      | 9  | Scott Dixon             | Chip Ganassi Racing                       | 85         | +5.9150        | 5        | 0                        | 30   |
| 6.      | 6  | Ryan Briscoe            | Team Penske                               | 85         | +6.5100        | 7        | 0                        | 28   |
| 7.      | 2  | Raphael Matos           | Luczo Dragon Racing de Ferran Motorsports | 85         | +6.7518        | 19       | 0                        | 26   |
| 8.      | 78 | Simona de Silvestro (R) | HVM Racing                                | 85         | +10.1451       | 10       | 0                        | 24   |
| 9.      | 26 | Marco Andretti          | Andretti Autosport                        | 85         | +21.5880       | 13       | 0                        | 22   |
| 10.     | 37 | Ryan Hunter-Reay        | Andretti Autosport                        | 85         | +13.2344       | 4        | 1                        | 20   |
| 11.     | 36 | Bertrand Baguette (R)   | Conquest Racing                           | 85         | +14.8260       | 15       | 0                        | 19   |
| 12.     | 32 | Mario Moraes            | KV Racing Technology                      | 85         | +16.0461       | 16       | 0                        | 18   |
| 13.     | 19 | Alex Lloyd (R)          | Dale Coyne Racing                         | 85         | +16.5570       | 21       | 0                        | 17   |
| 14.     | 4  | Dan Wheldon             | Panther Racing                            | 85         | +19.3518       | 13       | 0                        | 16   |
| 15.     | 14 | Vitor Meira             | A. J. Foyt Enterprises                    | 85         | +20.0782       | 24       | 0                        | 15   |
| 16.     | 24 | J. R. Hildebrand        | Dreyer & Reinbold Racing                  | 85         | +20.2169       | 18       | 0                        | 14   |
| 17.     | 11 | Tony Kanaan             | Andretti Autosport                        | 85         | +25.4286       | 20       | 0                        | 13   |
| 18.     | 06 | Hideki Mutoh            | Newman/Haas Racing                        | 85         | +26.5918       | 12       | 0                        | 12   |
| 19.     | 27 | Adam Carroll            | Andretti Autosport                        | 85         | +27.3302       | 17       | 0                        | 12   |
| 20.     | 02 | Graham Rahal            | Newman/Haas Racing                        | 85         | +27.6341       | 25       | 0                        | 12   |
| 21.     | 7  | Danica Patrick          | Andretti Autosport                        | 85         | +28.2099       | 22       | 0                        | 12   |
| 22.     | 34 | Francesco Dracone (R)   | Conquest Racing                           | 82         | +3 Kör         | 23       | 0                        | 12   |
| 23.     | 18 | Milka Duno              | Dale Coyne Racing                         | 81         | +4 Kör         | 27       | 0                        | 12   |
| 24.     | 66 | Jay Howard (R)          | Conquest Racing                           | 38         | Vezetői hiba   | 26       | 0                        | 12   |
| 25.     | 5  | Szató Takuma (R)        | KV Racing Technology                      | 28         | Vezetői hiba   | 3        | 0                        | 10   |
| 26.     | 8  | E.J. Viso               | KV Racing Technology                      | 22         | Vezetői hiba   | 8        | 0                        | 12   |
| 27.     | 22 | Justin Wilson           | Dreyer & Reinbold Racing                  | 22         | Vezetői hiba   | 11       | 0                        | 10   |

## Bajnokság állása a verseny után
Pilóták bajnoki állása
| Pozíció | Pilóta            | Pontok |
| ------- | ----------------- | ------ |
| 1       | Will Power        | 461    |
| 2       | Dario Franchitti  | 420    |
| 3       | Scott Dixon       | 379    |
| 4       | Ryan Briscoe      | 352    |
| 5       | Hélio Castroneves | 340    |